# Dominique Celis
Dominique Celis, née au Burundi, est une écrivaine belgo-rwandaise.

## Biographie
Née au Burundi, Dominique Celis grandit au Rwanda puis au Zaïre (aujourd'hui république démocratique du Congo). Sa famille s'établît en Belgique à partir de 1986. Une partie de sa famille maternelle meurt lors du génocide des Tutsi perpétré au Rwanda en 1994. Elle poursuit ses études universitaires à Liège où elle est agrégée en philosophie. Après avoir enseigné en secondaire supérieur elle poursuit sa carrière en travaillant pour le parlement fédéral de Belgique. Elle est fondatrice de la branche Ni Putes Ni Soumises à Liège. Elle s'installe à Kigali en 2013.
Elle publie plusieurs articles sur le génocide des Tutsi, dans la revue Aide-Mémoire de l'association Territoires de la Mémoire, qui commémore en Belgique la mémoire des victimes.
En 2022, elle publie Ainsi pleurent nos hommes. Dans ce livre, Dominique Celis évoque le génocide par la voix d'une narratrice, Erika. Erika a fui le Rwanda un an avant le génocide. Elle y revient en 2013. Au travers d'une correspondance avec sa sœur, et la forte présence d'une histoire d'amour, elle aborde l'impossible oubli dans un pays en pleine mutation.

## Publications
- Ainsi pleurent nos hommes, éditions Philippe Rey, 2022.

## Distinctions
- Dominique Celis est lauréate de la résidence francophone Afriques-Haïti 2019[8].

- Ainsi pleurent nos hommes est finaliste du Prix Rossel 2022[9].